# Reprezentacja Izraela na Mistrzostwach Świata w Narciarstwie Klasycznym 2003
Reprezentacja Izraela na Mistrzostwach Świata w Narciarstwie Klasycznym 2003 w Val di Fiemme liczyła jednego zawodnika. Był nim biegacz narciarski, Daniel Kuzmin, który wystartował w czterech biegowych konkurencach - sprincie, biegu łączonym oraz w biegach na 30 i 50 km. Najwyższe miejsce reprezentanta Izraela to 59. pozycja w sprincie.

## Medale

### Złote medale
- brak

### Srebrne medale
- brak

### Brązowe medale
- brak

## Wyniki

### Biegi narciarskie

#### Mężczyźni
Sprint
- Daniel Kuzmin - 59. miejsce[1]

Bieg łączony 2x10 km
- Daniel Kuzmin - lapping[2]

30 km stylem klasycznym
- Daniel Kuzmin - 61. miejsce[3]

50 km stylem dowolnym
- Daniel Kuzmin - 60. miejsce[4]